# Фарли (Мисури)
Фарли (енгл. Farley) град је у америчкој савезној држави Мисури.

## Демографија
По попису из 2010. године број становника је 269, што је 43 (19,0%) становника више него 2000. године.
| Група             | 2000.       | 2010.       |
| Белци             | 222 (98,2%) | 256 (95,2%) |
| Афроамериканци    | 0 (0,0%)    | 0 (0,0%)    |
| Азијати           | 4 (1,8%)    | 5 (1,9%)    |
| Хиспаноамериканци | 0 (0,0%)    | 5 (1,9%)    |
| Укупно            | 226         | 269         |